# هنری کمبل-بنرمن
سِـر هنری کمبل-بَـنرمن (انگلیسی: Henry Campbell-Bannerman) سیاستمدار اهل بریتانیا و از حزب لیبرال بریتانیا و رهبر این حزب از ۱۸۹۹ تا ۱۹۰۸ و همچنین نخست وزیر این کشور برای مدتی کمتر از ۳ سال بود. او همچنین دو بار دبیر شورای امنیت ملی در دو دولت ویلیام اوارت گلدستون و ارچیبالد پریمروز بوده‌است. او اولین لرد اول خزانه داری ست که رسماً نخست وزیر خوانده شد. او همچنین تنها شخصی است تا به امروز که همزمان دو عنوان نخست وزیر و پدر مجلس را همزمان داشته‌است.
او به عنوان شخصی شناخته می‌شود که به قوانین تجارت ازاد خودمختاری ایرلند و بهبود وضع خدمات اجتماعی باور داشت. از دید مردم بریتانیا با این حال او اول به عنوان نخست وزیری رادیکال مطرح است.
به دنبال شکست در انتخابات عمومی سال ۱۸۹۹ کمپل رهبر حزب لیبرال شد. و پیروزی شکننده‌ای را در ۱۹۰۶ در مقابل حزب محافظه کار (بریتانیا) بدست اورد. همچنین این آخرین انتخابات عمومی بود که حزب لیبرال اکثریت مجلس عوام را در دست داشت.

دولت پس از انتخابات قانونی را تصویب کرد که به موجب ان اتحادیه‌های تجاری مسول خسارت‌های ناشی از اعتصاب‌ها نیستند. غذای رایگان برای بچه‌ها در مدارس و اختیار دادن به مسولان محلی برای خرید زمین‌های زراعی از ملاکین بزرگ ناحیه از دیگر اقدامات اوست.
در ۱۹۰۸ به دنبال وخامت وضع سلامتی اش استعفا داد. جانشین او هربرت هنری اسکویت که مشاورش نیز بود شد. او نوزده روز بعد در لندن درگذشت.